# Mk.VIII哈里·霍普金斯輕型坦克
Mk.VIII輕型戰車（A25），同樣被稱作哈里·霍普金斯（他是時任美國總統羅斯福的首席外交顧問）。Mk.VII是一款由維克斯-阿姆斯特朗在二戰時期制造的英國輕型戰車。Mk VIII在當時是維克斯公司為英軍制造的最新式輕型戰車，其設計旨在取代之前的維克斯-阿姆斯特朗所設計的輕型戰車Mk.VII領主。Mk.VIII在領主戰車的基礎上做了一些改進，其中最明顯的就是加長加寬，和重量的增加。同時，裝甲也在領主戰車的基礎上有所提高。Mk.VIII的設計方案在1941年晚期提交給了陸軍部，陸軍部在當月就訂購了1000輛這種戰車，并在11月將訂購數目追加到2410輛。生產在1942年6月開始，但是很快就暴露出了問題，在陸軍部和戰車測試機構的投訴下，Mk.VIII的設計進行了一系列的修改。因為花費了大量時間在解決這些棘手的問題上的緣故，截止到1943年中期，只有6輛Mk.VIII下線，在1945年2月生產結束之前，也只生產了100輛Mk.VIII。
在1941年中期，陸軍部和軍方介於輕型戰車差勁的火力和裝甲，以及它們在以前作戰中的糟糕表現，決定不再在英國軍隊中使用輕型戰車。因此，在當時，Mk.VIII就已經被認為過時，已經生產出來的戰車也從來沒有投入過實戰。而之後陸軍部對該設計做出的許多決定，也是根據這一決定而做出的，包括在Mk.VIII上安裝偵查設備，抑或是不成功的主意——在它們身上安裝翅膀，這樣的話飛機在投下它們之後，它們就可以像滑翔機一樣到達指定地點支援空降部隊。最終，又決定把那些已經生產出來的戰車轉手給皇家空軍用於機場防禦；然而，最終這種戰車只生產了很少數量，并且從來沒有投入過實戰。

## 研發歷史
Mk.VIII是由維克斯公司研發用於取代領主坦克的輕型坦克。維克斯公司當時認為Mk.VIII在許多方面都能在領主坦克的基礎上有所提高，尤其是裝甲防護方面。Mk.VIII的裝甲比領主坦克要厚得多，前裝甲和炮塔裝甲增加到了38毫米（1.5英寸），側裝甲增加到17毫米（0.67英寸），同時，Mk.VIII的炮塔和底盤裝甲的傾斜度比領主坦克更大，從而使得坦克更容易彈開炮彈。同時，Mk.VIII的尺寸與領主坦克也不一樣，它比領主坦克長了6英寸（0.15米），寬了1英尺3英寸（0.38米），并且也比領主坦克更高。這些改動使得Mk.VIII重量增加，超出了GAH滑翔機的運輸能力，因而無法作為空降坦克使用。
Mk.VIII因為推重比下降（Mk.VIII的重量比領主坦克要重，而它們的引擎都是一樣的），導致最大速度下降到30英里每小時（48每小時）。在武裝方面沿用了領主坦克一門2磅炮和一挺機槍的配置。這款坦克同樣保留了領主坦克不常見的轉向系統——這一系統通過橫向移動車輪來使履帶彎曲，從而讓車輛轉向。當駕駛員轉動轉向輪時，所有的8個輪會同時傾斜并轉動，使得履帶彎曲，從而讓坦克轉向。這一設計比起傳統的通過減緩一側履帶的速度來讓坦克轉向的系統，磨損更小，能量損失也更少。 不過，與領主坦克不同，Mk.VIII的轉向系統是電動的。
維克斯-阿姆斯特朗在1941年9月將設計提交給了陸軍部，在同一個月，陸軍部的坦克司訂購了1000輛Mk.VIII坦克，這個數字在11月增加到了2410輛。坦克司希望維克斯-阿姆斯特朗的子公司都城嘉慕能從1942年開始，以每月100輛的速度生產Mk.VIII。同時，將Mk.VIII編號為A25，并授予它哈里·霍普金斯的名字。生產工作最終在1942年6月如期展開，但是很快就遇到了問題。這些問題在一開始并沒有被發現，但是在測試維克斯-阿姆斯特朗建造的原型車時，出現了一系列問題。在11月，一份由後勤部交予英國首相溫斯頓·丘吉爾的報告中稱Mk.VIII的交付因為研發上的問題而不得不向後推遲。而一份陸軍部在12月作的報告中稱，坦克必須要在做出一系列修改之后才能繼續生產；而前懸掛則被挑出來作為需要重點改善的對象。問題在1943年7月還仍然存在，一份戰車測試局的報告中指出，在對原型車的測試中仍然發現了嚴重的缺陷；因為問題過於嚴重，因此測試比預期更早地草草結束。在1943年8月31日之前一共只生產了6輛Mk.VIII，而陸軍部在改年年初要求生產100輛Mk.VIII。儘管陸軍部堅持保留這款設計，并在1943年11月發布了一份官方文件要求生產750輛Mk.VIII，但最終在1945年2月生產正式停止時僅生產了100輛Mk.VIII。

## 作戰歷史

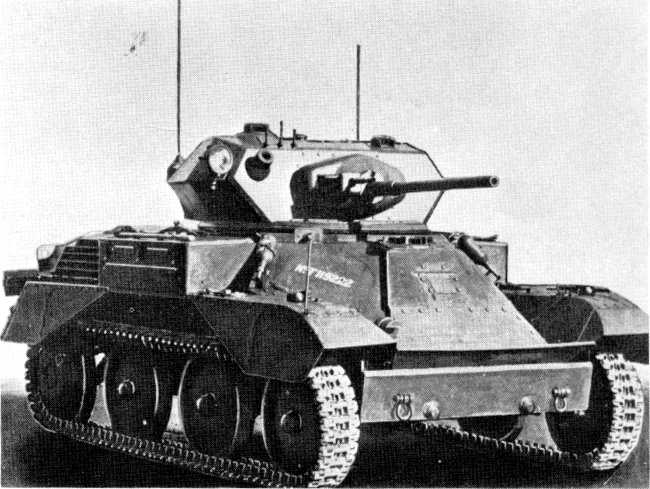
Mk.VIII輕型戰車

在1941年中期，陸軍部和部隊的官員們最終認定輕型坦克完全是一種負擔，并認為它們弱到了不足以由英軍繼續使用的地步。當局之所以做出這種決定，是因為英國輕型坦克在法國戰役中的糟糕表現。（雖然這樣的結果是由於使用裝甲薄弱，火力不強的輕型坦克對抗德軍裝甲造成的）因此導致的高傷亡率使得陸軍部不得不重新思考輕型坦克是否還有用。戰前輕型坦克所擔任的偵察任務，也被發現可以由乘員更少，越野能力更佳的偵察車所替代。因此在當時已經由都城嘉慕生產的Mk.VIII被認為過時，并且從未投入作戰。而當時英國裝甲師對輕型坦克的少量需求也由美制M5輕型坦克滿足。一份在1942年12月發布的報告建議Mk.VIII可以由偵察團，或者特殊的輕型坦克團裝備用於特殊作戰。這種建議在討論后最終被放棄，相反的，最終決定將它們轉手給皇家空軍用於機場和空軍基地的防御。
還曾經有計劃為Mk.VIII安裝上翅膀；在這一計劃中，像翅膀這一類的產生浮力的面將會安裝在Mk.VIII上，這樣的話，飛機投下它們之后，它們就可以像滑翔機一樣到達指定地點支援空降部隊。然而，在原型車起飛后就出了事故，因此計劃也被放棄。
Mk.VIII還有一種衍生型號——阿萊克托自行火炮。阿萊克托最初被稱作哈里·霍普金斯 I CS（CS是“進程支援”之意），但是最終，總參謀部給它編號為A25E2。阿萊克托是在輕量化後的Mk.VIII的底盤上安裝了一門95-（3.7-英寸）榴彈炮。為了讓榴彈炮能安裝在較低的位置，底盤的炮塔被拆除。同時，為了減輕重量，裝甲厚度減少到10至4 mm（0.39至0.16英寸）。因為重量減輕，最大速度達到了31英里每小時（50每小時）。阿萊克托的設計目的是用於取代英國空降部隊在戰爭中使用的用半履帶車運輸的支援兵器（比如榴彈炮）。阿萊克托自行火炮於1942年晚期開始研發，它同時還可以執行AEC裝甲車的任務。陸軍部曾經訂購了2200輛阿萊克托自行火炮，但是有一小部分被生產出來，并且都沒有投入實戰。最終，不少阿萊克托自行火炮都改裝成英國皇家工兵使用的推土機。

## 腳注
1. 1 2 3 4  Fletcher, p. 42
2. 1 2 3 4 5  Flint, p. 18
3. ↑  Flint, p. 10
4. ↑  Flint, pp. 18-19
5. 1 2  Bishop, p. 24
6. 1 2  Flint, p. 12
7. ↑  Flint, p. 19
8. ↑  Flint, pp. 20-21
9. ↑  .   [2014-02-02]. （原始内容存档于2010-11-26）. based upon June 1945 Report on the Progress of the Royal Armoured Corps
10. ↑  Flint, pp. 21-22